# FFG-823 대전
FFG-823 대전은 대구급 호위함의 5번함이다.

## 역사
대전함은 노후화된 1500톤급 호위함(FFG, Frigate)과 1000톤급 초계함(PCC, Patrol Combat Corvette)을 대체하기 위해 2011년부터 2023년까지 총 8척의 신형 호위함을 확보하는 울산급 Batch-II(대구함급) 사업의 다섯 번째 함정으로 2021년 5월 3일 대우조선해양 옥포조선소에서 진수되었다
제원으로는 길이 122m, 폭 14m, 높이 35m 규모에 최고속력은 30노트(시속 55.5㎞) 2800톤급 규모의 신형 호위함이다.
최신형 AESA 레이다를 장착해서 사실상 구축함급 방공 능역을 갖게 되었다. 1~4번함이 갈륨 소재 레이더인데 5번함인 대전함은 질화 갈륨 레이더를 사용하여 탐지지거리가 300km 가까이로 늘어났다. 해군은 총 8척의 Batch-Ⅱ사업을 마무리하면 FFX Batch-3 사업을 이어갈 계획이다.
무장으로는 KMk.45 127mm함포 1문으로 최대 사거리는 23km, 대수상 사거리는 15km, 대공 사거리는 7km이며, 분당 발사속도는 20발 수준이다, 해궁 대함유도탄방어유도탄(SAAM: Surface to Air Anti-Missile)은 대한민국 해군에서 운용하고 있는 RIM-116 RAM을 대체하기 위해 개발한 유도탄으로 프랑스의 VL-MICA와 흡사한 수직발사 체계를 채택했다. 사거리 등은 VL-MICA와 유사하다. 터렛 방식의 RIM-116이 탑재위치에 따라 표적에 대응할 수 없는 사각이 나오는 반면, 수직발사 방식은 어느 방향이나 대응이 가능하다는 장점이 있다. 수직발사 방식은 최소사거리가 500m 정도 길어지는 대신 유효사거리가 RAM보다 두 배 가까이 증가해 전체 교전구역이 대폭 확대된다, 해성 함대함유도탄은 하푼 대함 미사일 후기급 성능을 가진 미사일로써 ROC 성능검증부터 현재까지 모든 발사검증에서 명중률이 매우 높아 해군에서 신용하는 대함타격체계이다, 해룡함대지유도탄, 팰렁스(Phalanx) Block 1B 근접방어무기체계, 홍상어 장거리대잠어뢰(ASROC: Anti-Submarine ROCket)청상어 경어뢰 기반으로 운용되는 로켓탑재형 대잠수함 타격체계이며, 청상어가 경어뢰인 만큼 명중률등 여러 가지 한계가 있지만, 로켓에 탑재하여 발사됨으로써 사정거리, 어뢰발사지점 등 전술적인 범위확장을 이루어냄에서 큰 의의를 가진다, 청상어 대잠어뢰 등을 갖추고 있으며 해상작전헬기 1대를 운용할 수 있다. 추진체계로는 영국 등 주요 국가에서 성능이 입증된 가스터빈과 추진전동기를 함께 사용하는 하이브리드 추진체계를 탑재해 수중방사소음을 감소시켰다.
대전함은 시운전 평가 기간을 거쳐 2022년 말 해군에 인도될 예정이며 이후 전력화 과정을 마치고 실전 배치될 예정이다.

## 2번째 대전함
해군은 호위함의 함명으로 시·도 단위급 지명을 사용해 온 전통에 따라 FFX Batch-Ⅱ 5번함을 대전함으로 명명했다. 예전의 대전함(DD-919)은 만재배수량 3,500톤급 기어링급 구축함이다. 대전함(DD-919) 기어링급으로 워낙 많이 찍혀나왔고, 건조 시기가 늦은 탓에 대부분 상태 또한 쌩쌩해서 미 해군 당국은 종전 후 남아도는 이 구축함의 처리에 상당히 고심했다고 한다. 그나마 냉전기간 동안에는 소련 해군의 잠수함에 대한 대책이 중요해져서 개량(FRAM I/II)을 거쳐 비교적 장기간 운용했고 1982년을 끝으로 미해군에서 기어링급은 모두 퇴역했다. 이들을 대체할 구축함의 건조가 끝난 후에는 우방국가들에 헐값으로 넘겼다.
그중에는 대한민국 해군도 있었고, 한국 해군이 가장 많이 운용한 미국제 구축함이기도 하다. 대전함은 2021년 5월 2일에 진수 되었고 2022년 중반까지 해군에 인도할 예정이다.

## 같이 보기
- DD-919 대전